# Podolszynka Ordynacka
Podolszynka Ordynacka – wieś w Polsce położona w województwie podkarpackim, w powiecie niżańskim, w gminie Krzeszów.
| SIMC    | Nazwa             | Rodzaj     |
| ------- | ----------------- | ---------- |
| 0797062 | Podgóra Plebańska | przysiółek |

W latach 1975–1998 miejscowość administracyjnie należała do województwa tarnobrzeskiego.
Wierni Kościoła rzymskokatolickiego należą do parafii Narodzenia Najświętszej Maryi Panny w Krzeszowie.